# Barnes (wijk)
Barnes is een wijk in het Londense bestuurlijke gebied Richmond upon Thames, in de regio Groot-Londen, op de zuidelijke oever van de Theems.
In de wijk liggen twee spoorwegstations; Barnes en Barnes Bridge.
De componist Gustav Holst en de danseres Ninette de Valois hebben in Barnes gewoond, aan The Terrace, langs de Theems.
De singer-songwriter Marc Bolan kwam op 16 september 1977 in deze wijk om het leven bij een auto-ongeluk.

## Galerij

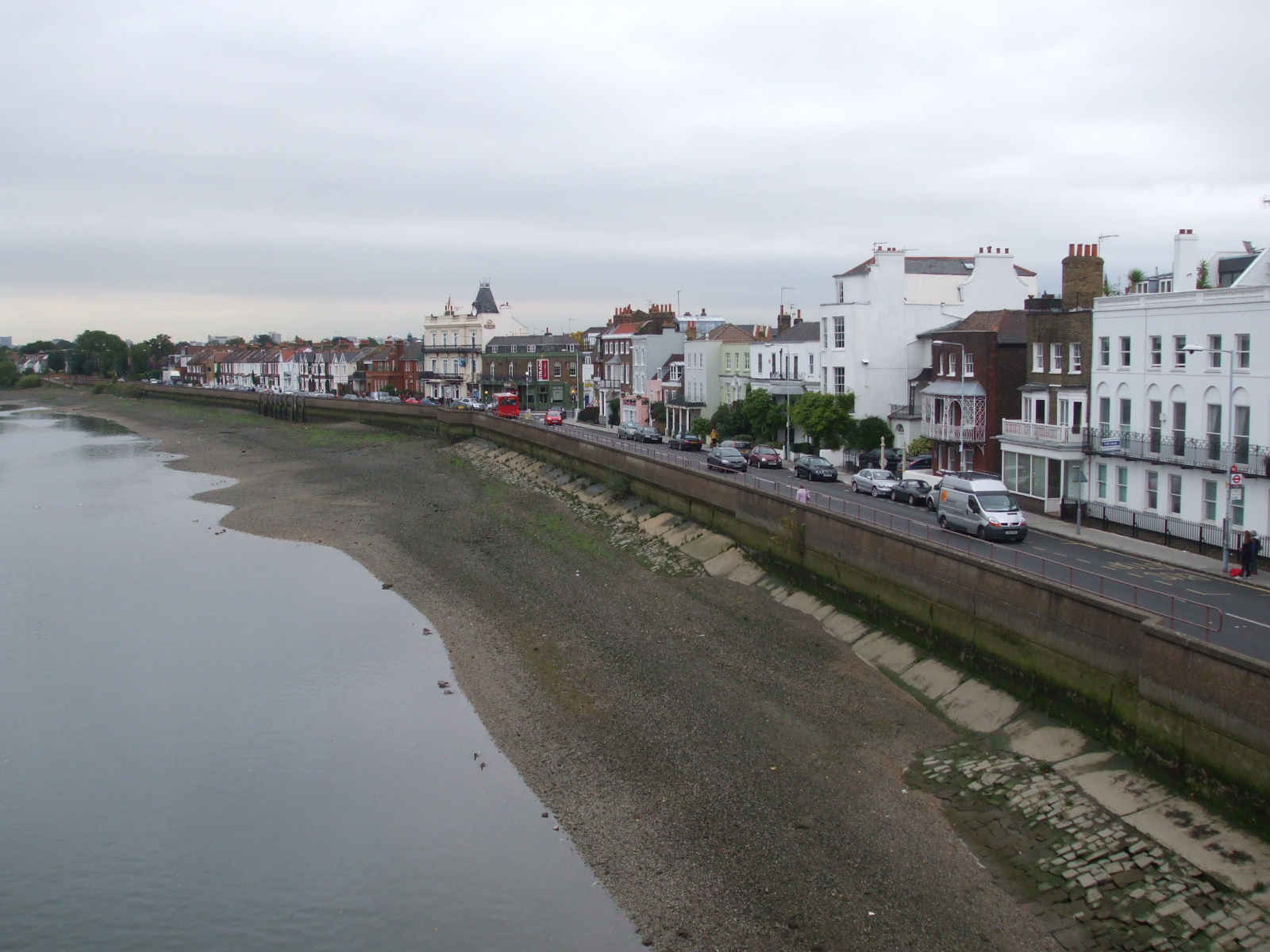
De Theems in Barnes, met het huis van Gustav Holst rechts